# Роксин, Йёран
Нильс Йёран Ро́ксин (швед. Nils Göran Roxin; род. 17 декабря 1951) — шведский кёрлингист.
В составе мужской сборной Швеции участник чемпионата мира 1987, двух чемпионатов Европы (оба раза серебряные призёры). Чемпион Швеции среди мужчин, пятикратный чемпион Швеции среди смешанных команд. В составе мужской сборной ветеранов Швеции участник трёх чемпионатов мира (один раз бронзовые призёры).
В основном играл на позиции четвёртого, много сезонов был скипом команды.
В 1988 введён в Зал славы шведского кёрлинга (швед. Stora Curlare).

## Достижения
- Чемпионат Европы по кёрлингу: серебро (1981, 1986).
- Чемпионат Швеции по кёрлингу среди мужчин: золото (1986).
- Чемпионат Швеции по кёрлингу среди смешанных команд: золото (1978, 1979, 1980, 1981, 1985).
- Чемпионат Швеции по кёрлингу среди юниоров: золото (1973).
- Чемпионат мира по кёрлингу среди ветеранов: бронза (2007).

- Почётный приз Collie Campbell Memorial Award (вручается кёрлингисту, который показывает наилучший уровень игры в кёрлинг и наилучшим образом демонстрирует «дух кёрлинга»): 1987.

## Команды
| Сезон                                          | Четвёртый     | Третий           | Второй           | Первый             | Запасной                                   | Турниры                               |
| ---------------------------------------------- | ------------- | ---------------- | ---------------- | ------------------ | ------------------------------------------ | ------------------------------------- |
| 1972—73                                        | Йёран Роксин  | Клас Роксин      | Ingemar Skoog    | Bo Ore             |                                            | ЧШЮ 1973 · ЧМЮ 1973 · (неофициальный) |
| 1981—82                                        | Йёран Роксин  | Бьёрн Рудстрём   | Хокан Рудстрём   | Кристер Мортенссон | Hans Timan                                 | ЧЕ 1981                               |
| 1985—86                                        | Йёран Роксин  | Клас Роксин      | Бьорн Роксин     | Ларс-Эрик Роксин   |                                            | ЧШМ 1986                              |
| 1986—87                                        | Йёран Роксин  | Клас Роксин      | Бьорн Роксин     | Ларс-Эрик Роксин   | Anders Ehrling                             | ЧЕ 1986 · ЧМ 1987 (6 место)           |
| 2002—03                                        | Йёран Роксин  | Клас Роксин      | Бьорн Роксин     | Ларс-Эрик Роксин   | тренер: Michael Roxin                      | ЧМВ 2003 (7 место)                    |
| 2006—07                                        | Клас Роксин   | Йёран Роксин     | Бьорн Роксин     | Ларс-Эрик Роксин   | Karl Nordlund                              | ЧМВ 2007                              |
| 2008—09                                        | Hans Nyman    | Клас Роксин      | Йёран Роксин     | Karl Nordlund      |                                            |                                       |
| 2009—10                                        | Karl Nordlund | Йёран Роксин     | Wolger Johansson | Per-Arne Andersson | Owe Larsson тренер: Karl-Gustav Pettersson | ЧМВ 2010 (5 место)                    |
| Кёрлинг среди смешанных команд (mixed curling) |               |                  |                  |                    |                                            |                                       |
| 1977—78                                        | Йёран Роксин  | Ульрика Окерберг | Клас Роксин      | Мари Хенрикссон    |                                            | ЧШСК 1978                             |
| 1978—79                                        | Йёран Роксин  | Ульрика Окерберг | Клас Роксин      | Мари Хенрикссон    |                                            | ЧШСК 1979                             |
| 1979—80                                        | Йёран Роксин  | Ульрика Окерберг | Клас Роксин      | Мари Хенрикссон    |                                            | ЧШСК 1980                             |
| 1980—81                                        | Йёран Роксин  | Ульрика Окерберг | Клас Роксин      | Helene Frestadius  |                                            | ЧШСК 1981                             |
| 1984—85                                        | Аксель Камп   | Gertrud Kamp     | Йёран Роксин     | Мари Хенрикссон    |                                            | ЧШСК 1985                             |

(скипы выделены полужирным шрифтом)

## Частная жизнь
Трое его братьев — Клас (они с Йёраном близнецы), Бьорн и Ларс-Эрик — также были кёрлингистами, играли с Йёраном в одной команде.